# Dicyrtoma
Dicyrtoma is een geslacht van springstaarten uit de familie van de Dicyrtomidae.

## Soorten
- Dicyrtoma christinae Szeptycki, 1981
- Dicyrtoma dorsosignata Stach, 1924
- Dicyrtoma fusca (Lubbock, 1873)
- Dicyrtoma melitensis Stach, 1957